# Missing Man Formation

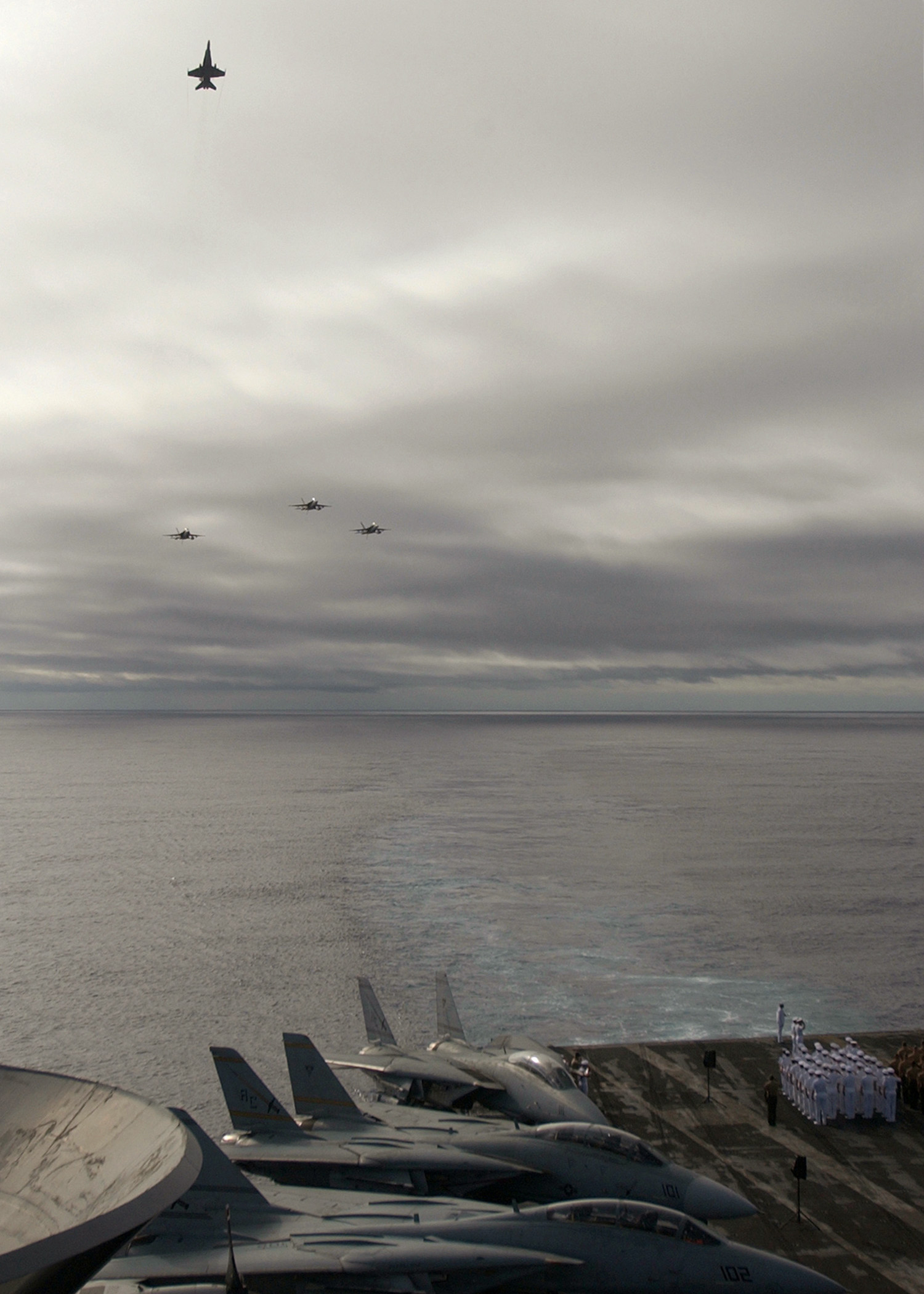
Missing Man Flyover

Die Missing Man Formation (deutsch Fehlender-Mann-Formation) ist eine Ehrenformation von Luftstreitkräften. Dabei überfliegen während einer Trauerfeier oder Beerdigung Flugzeuge den Ort des Geschehens, wobei ein Platz in der Formation leer bleibt. Nach dem Ende des Zweiten Weltkriegs kam auch die heute am meisten praktizierte Variante auf, bei der ein Flugzeug während der Zeremonie aus der Formation ausbricht.

## Beschreibung

### Anlass
Das Flugmanöver wird zumeist als Ehrenbezeugung bei Gedenkfeiern, Beerdigungen und Trauerfeiern für gefallene Soldaten, Veteranen oder Staatsoberhäupter durchgeführt. War die Ausführung des Manövers früher ein Privileg militärischer Fliegereinheiten, so werden mittlerweile auch zivile Maschinen durch Privatleute und Vereine verwendet.

### Ablauf
Die Formation gibt es in mehreren Varianten. In den Vereinigten Staaten wird heute zumeist in der Formation des Vierfingerschwarms geflogen, welcher die Form eines „V“ hat. Der Schwarmführer fliegt dabei an der Spitze, sein Rottenflieger etwas nach hinten versetzt links von ihm. Der Führer der zweiten Rotte fliegt rechts von Schwarmführer. Sein Rottenflieger folgt rechts hinten. Beim Überflug der Formation (zumeist in relativ geringer Höhe) über die Zeremonie oder Veranstaltung, zieht der Führer der zweiten Rotte abrupt nach oben in einen steilen Steigflug, während alle anderen Flugzeuge weiter geradeaus fliegen, bis sie außer Sichtweite sind.
Eine weniger spektakuläre Alternative wird unter anderem ausgeführt, wenn mehr als vier Flugzeuge verwendet werden oder auf dem Weg zur Zeremonie außerplanmäßig ein Flugzeug ausfällt. Die Maschinen fliegen dann zumeist in unveränderter Formation, wobei aber eine Position sichtbar frei bleibt.
Wird die Formation von Kunstflugteams oder speziell dafür ausgerüsteten Flugzeugen durchgeführt, simuliert das aus der Formation ausbrechende Flugzeug weißen Rauch. Dieser Showeffekt wird für gewöhnlich nicht bei Trauerfeiern eingesetzt.
Eine Variante ist ein Anflug von Süden, möglichst bei niedriger Sonne. Ein Flugzeug bricht dann nach Westen aus und fliegt in den Sonnenuntergang.

## Geschichte
Die Ursprünge der Missing Man Formation sind nicht genau geklärt. Es wird vermutet, dass sie bis zum Ersten Weltkrieg und die unmittelbare Nachkriegszeit zurückreichen. In den 1920er Jahren wurden Formations- und Kunstflüge bei Festveranstaltungen und Luftfahrtschauen häufiger. Es gibt jedoch keine Hinweise offizielle oder informelle Überflüge und Ehrenbezeugungen bei Trauerfeiern.
Die vermutlich erste Missing Man Formation nach heutigem Verständnis fand am 22. Mai 1931 in Minnesota statt. Bei der Beerdigung des Airline-Managers Charles W. Holman blieb während des Überflugs einer Formation ein Platz frei. Im Jahr 1936 erfolgte ein Überflug von Flugzeugen der Royal Air Force bei der Trauerfeier für den britischen König Georg V..
Der erste dokumentierte Überflug für einen Militär fand im Jahr 1938 statt, als der Kommandeur des United States Army Air Corps, Generalmajor Oscar Westover, zu Grabe getragen wurde. Über 50 Flugzeuge überflogen den Ort des Geschehens, wobei ein Platz in jeder Formation frei blieb. Nach Ende des Zweiten Weltkriegs kamen erstmals Ehrenformationen mit Wegbrechen auf.

## Besonderes
- In der Anfangssequenz des Films Der Stoff, aus dem die Helden sind von Philip Kaufman aus dem Jahre 1983 überfliegt ein Schwarm Lockheed T-33 eine Beerdigung in Formation, wobei eine Maschine nach oben ausbricht.
- Am 25. November 1963 überflogen 30 F-105 der US Air Force und 20 F-4 der US Navy die Beerdigung von John F. Kennedy auf dem Nationalfriedhof Arlington, wobei in der letzten V-Formation ein Platz frei blieb.[3]
- Am 6. Dezember 2018 flogen 21 F-18 Jets der US Navy zu Ehren des verstorbenen 41. US-Präsidenten George H. W. Bush über die George Bush Presidential Library. Die letzten vier Jets flogen dabei die Missing-Man-Formation.[4] Bush war im Zweiten Weltkrieg Marineflieger im Pazifik gewesen.
- Gelegentlich wird statt Missing Man Formation auch der Begriff Lost Wingman Formation verwendet. Es handelt sich aber zumeist um eine Verwechslung mit dem tatsächlich existierenden Lost Wingman Procedure. Diese ist ein standardisiertes Verfahren zur Vermeidung von Zusammenstößen, für den Fall, dass in einer engen Formation der Flügelmann (englisch „wingman“) – also der begleitende Rottenflieger – den Führer der Formation aus den Augen verliert.
- Am 24. November 2021 flogen bei der feierlichen Umbenennung der Marseille-Kaserne in Jürgen-Schumann-Kaserne vier Eurofighter Typhoon dieses Manöver.[5]
- Im Film Top Gun: Maverick fliegt ein Schwarm F/A-18 während der Beerdigung von „Iceman“, gespielt von Val Kilmer, in dieser Formation. Auch hier bricht eine Maschine nach oben aus.